# Серрани, Лучо
Лучо Серрани (итал. Lucio Serrani; род. 11 марта 1961, Сан-Джемини, Умбрия) — итальянский легкоатлет, специалист по метанию молота. Выступал за сборную Италии по лёгкой атлетике в 1979—1991 годах, обладатель серебряной и бронзовой медалей Всемирной Универсиады, чемпион Средиземноморских игр, пятикратный чемпион Италии, участник двух летних Олимпийских игр.

## Биография
Лучо Серрани родился 11 марта 1961 года в коммуне Сан-Джемини провинции Терни, Умбрия. Занимался лёгкой атлетикой в Милане в местном клубе Pro Patria.
Впервые заявил о себе на международном уровне в сезоне 1979 года, когда вошёл в состав итальянской сборной и выступил в метании молота на юниорском европейском первенстве в Быдгоще.
В 1984 году одержал победу на чемпионате Италии в Риме и удостоился права защищать честь страны на летних Олимпийских играх в Лос-Анджелесе — на предварительном квалификационном этапе метнул молот на 70,64 метра, чего оказалось недостаточно для выхода в финал.
Будучи студентом, в 1985 году представлял Италию на Всемирной Универсиаде в Кобе, где завоевал серебряную награду в зачёте метания молота.
В 1986 году среди прочего победил на чемпионате Италии в Турине.
В 1987 году помимо победы на национальном чемпионате стал четвёртым на Кубке Европы в Праге, выиграл бронзовую медаль на Всемирной Универсиаде в Загребе, выступил на домашнем чемпионате мира в Риме, превзошёл всех соперников на Средиземноморских играх в Латакии.
В 1988 году защитил звание национального чемпиона, на соревнованиях в Милане установил свой личный рекорд — 78,02 метра. Принимал участие в Олимпийских играх в Сеуле — с результатом 70,50 в финал не вышел.
В 1989 году занял шестое место на Всемирной Универсиаде в Дуйсбурге.
В 1991 году выиграл национальное первенство в Турине, став таким образом пятикратным чемпионом Италии в метании молота. На Средиземноморских играх в Афинах показал в своей дисциплине пятый результат.
Завершил спортивную карьеру по окончании сезона 2000 года.